# Угорці в Україні

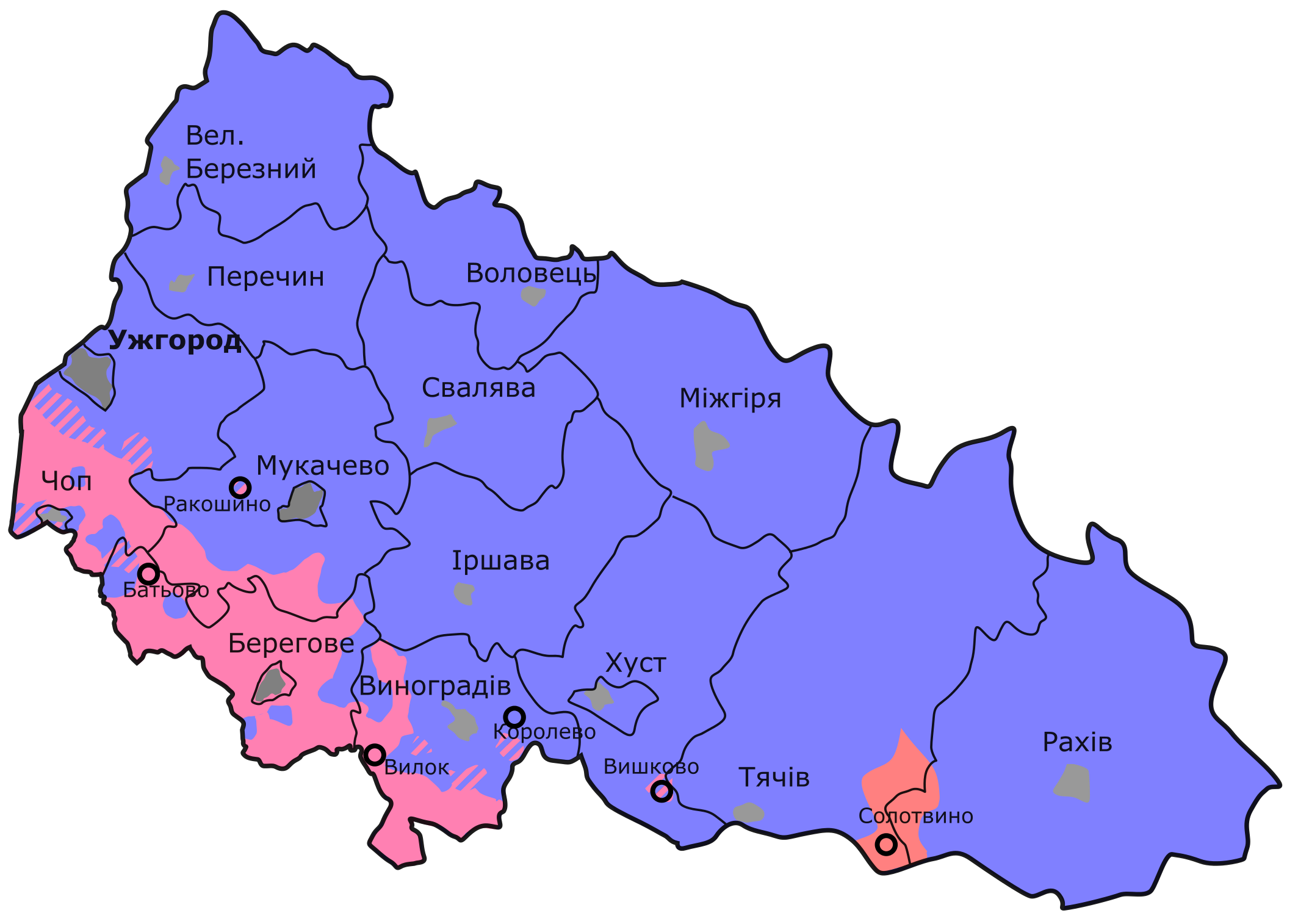
Розселення національних груп у Закарпатті у 2001 р.:
українці
угорці
румуни

Угорці в Україні — національна меншина, що проживає на теперішній території України з X століття.
Тривале сусідство угорців і українців призвело до мовно-культурного взаємовпливу, початково слов'янського на угорську культуру у звязку переходом угорців  на повну осілість та тривалої асиміляції слов'янської більшості в умовах політичного панування угорського населення над слов'янським Тисо-Дунайської низовини та навколо у тому числі Закарпаття у зв'язку з угорською державністю. Сильного угорського впливу зазнали мова, побут, фольклор, музика українців Закарпаття, що посилилось у період мадяризації XIX — початку ХХ століть. Більшість угорців сучасної України проживають компактно на прикордонній з Угорщиною території Закарпатської області.

## Історія

### X—XVI століття
Перші хвилі багатолюдного переселення фіно-угорських племен на територію нинішньої Угорщини відбулися з початку Х століття.
Нинішню територію Закарпаття (частково її західно-південну частину), яке ще IV століття було заселене праукраїнцями (зокрема Білими хорватами) угорці почали заселяти з XVI ст.ст.
Оселення угорців на території України проходило також у пізніші періоди у результаті двох великих міграційних хвиль: в другій половині XIII століття (після татаро-монгольської навали) і в другій половині XVI століття (війни з турками-османами).

### XVIII століття
Протягом 1703—1711-х років край став центром антигабсбурзької визвольної боротьби під керівництвомвом угорського князя Ференца II Ракоці (див. Національно-визвольна війна угорського народу (1703—1711)).
У цій боротьбі активну участь брали й українці.
Визвольна війна 1703—1711-х років, татарський напад 1717 року та моровиця 1738—1742-х років призвели на середину XVIII століття до скорочення населення краю, в тому числі й угорського. Почалося нове заселення, переважно з навколишніх угорських областей.
Цей процес тривав до початку XIX століття, потім продовжився в його другій половині.

### XX століття
За переписом 1910 року угорці становили 30 % населення нинішнього Закарпаття.
Така офіційна частка угорців була пов'язана з політикою мадяризації, згідно з якою, етнічними угорцями вважалися також євреї, котрі розмовляли угорською мовою (про це свідчить перепис релігійних громад, де юдеїв за віросповіданням було 14,2 %, а за мовою — 0 %).
За переписом 1930 року угорці становили вже 16 % населення.
Зменшення статистичної частки угорців у населенні було пов'язано з приєднанням Закарпаття до складу Чехословаччини, яка припинила політику мадяризації.
Але головним чинником було урахування євреїв як окремої групи — у переписі 1930 року, проведеного в Чехословаччині. Ще однією причиною було повернення угорців на територію Угорщини.
Угорці, які залишилися в Закарпатті, об'єдналися в ряд політичних партій, з яких найбільшим впливом користувалася Угорська національна партія, що набирала на виборах у 1920—1930-х роках від 10 до 11 % голосів виборців.
Під час окупаційного панування Королівства Угорщини на Закарпатті, угорська політика була надзвичайно жорстокою щодо корінного українського населення та була спрямована на насильницьку асиміляцію українців.
З цією метою до середини XVIII ст. в краї було заборонено Православну Церкву, поетапно вводились обмеження на використання української мови і закриття українськомовних шкіл, політичного переслідування зазнали всі національно свідомі українці.
До початку ХХ ст. на Закарпатті було закрито всі школи з українською мовою навчання.
Особливу жорстокість угорська влада Королівства Угорщини проявила стосовно українців Карпатської України (Закарпаття), в період поетапної новітньої мадярської окупації краю з осені 1938 по осінь 1944 рр.
За цей період політичних репресій, убивств, катувань до смерті, направлень до концтаборів смерті (з них близько 100 000 євреїв) та ув'язнення зазнали близько 250 000 українців та представників інших національностей.
На території УРСР (і, відповідно, СРСР) місцеві угорці опинилися після 1945 року.
Після возз'єднання Карпатської України (Закарпаття) з УРСР, за переписом 1959 року, угорці становили 13,6 % населення області.
Надалі їхня частка в населенні повільно зменшувалася в результаті зовнішньої міграції і зниження народжуваності.

### XXI століття
Станом на 2017 рік на території Закарпатської області проживає до 95 000 угорців (що складає бл. 7,3 % населення краю).
Станом на 2024 рік кількість угорців на Закарпатті зменшилася з колишніх 150 тисяч до реальних 70-80 тисяч.
|                  | 1959  | 1970  | 1979  | 1989  | 2001  |
| ---------------- | ----- | ----- | ----- | ----- | ----- |
| Чисельність, тис | 149,2 | 157,7 | 164,4 | 163,1 | 156,6 |
| Частка, %        | 0,36  | 0,33  | 0,33  | 0,32  | 0,32  |

## Особливості розселення

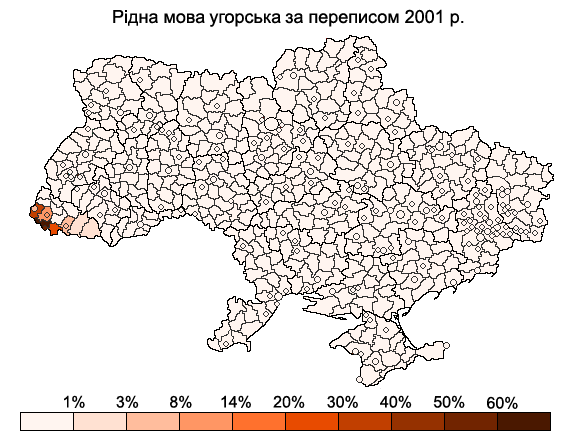
Частка населення, що назвало рідною мовою угорську за переписом 2001 р.

За переписом 2001 року в Україні нараховувалося 156 600 угорців.
Кількість угорців, порівняно з переписом 1989 року зменшилася на 4 %, що пояснюється в першу чергу нижчим рівнем народжуваності і фертильності в угорців в порівнянні з українцями, і, відповідно, більш швидким наростанням природних втрат.
Асиміляція угорців в слов'янському середовищі традиційно була невеликою, хоча вона збільшилася останнім часом.
Так, майже 95 % угорців назвали рідною мовою угорську (149 431 чол.), 5 367 чол. — українську (3,4 %) і 1513 чол. — російську (1,6 %).
Абсолютна більшість угорців України — це жителі Закарпаття (151,5 тис. з 156,6 тис.), де вони становлять понад 12 % населення.
Угорцями за переписом 2001 р. були 3/4 населення Берегівського району, 1/3 Ужгородського, 1/4 населення Виноградівського та 1/8 населення Мукачівського районів.
| назва міста           | населення | кількість угорців | % населення |
| --------------------- | --------- | ----------------- | ----------- |
| Ужгород (Ungvár)      | 115 568   | 7 972             | 6,90        |
| Берегове (Beregszász) | 26 554    | 12 785            | 48,15       |
| Мукачеве (Munkács)    | 81 637    | 6 975             | 8,54        |
| Хуст (Huszt)          | 31 864    | 1 726             | 5,42        |

| назва району                                   | населення | кількість угорців | % населення |
| ---------------------------------------------- | --------- | ----------------- | ----------- |
| Берегівський район (Beregszászi járás)         | 54.052    | 41 163            | 76,15       |
| Великоберезнянський район (Nagybereznai járás) | 28.211    | 15                | 0,05        |
| Виноградівський район (Nagyszőlősi járás)      | 117.957   | 30 874            | 26,17       |
| Воловецький район (Volóci járás)               | 25.474    | 25                | 0,10        |
| Іршавський район (Ilosvai járás)               | 100.905   | 114               | 0,11        |
| Міжгірський район (Ökörmezői járás)            | 49.890    | 8                 | 0,02        |
| Мукачівський район (Munkácsi járás)            | 101.443   | 12 871            | 12,69       |
| Перечинський район (Perecsenyi járás)          | 32.026    | 78                | 0,24        |
| Рахівський район (Rahói járás)                 | 90.945    | 2 929             | 3,22        |
| Свалявський район (Szolyvai járás)             | 54.869    | 383               | 0,70        |
| Тячівський район (Técsői járás)                | 171.850   | 4 991             | 2,90        |
| Ужгородський район (Ungvári járás)             | 74.399    | 24 822            | 33,36       |
| Хустський район (Huszti járás)                 | 96.960    | 3 785             | 3,90        |

| Населення  | 1970    | 1970    | 1989    | 1989    | 2001    | 2001    |
| ---------- | ------- | ------- | ------- | ------- | ------- | ------- |
| міського   | 53.818  | 34,1 %  | 62.912  | 38,6 %  | 56.611  | 36,2 %  |
| сільського | 103.913 | 65,9 %  | 100.199 | 61,4 %  | 99.955  | 63,8 %  |
| всього     | 157.731 | 100,0 % | 163.111 | 100,0 % | 156.566 | 100,0 % |

|                              | 2001 | 1989 | 1959  |
| ---------------------------- | ---- | ---- | ----- |
| Берегівський район           | 76,1 | 75,6 | 80,3  |
| Берегове                     | 48,1 | 50,8 | 55,6  |
| Ужгородський район (з м.Чоп) | 33,4 | 34,8 | 38,9  |
| Виноградівський район        | 26,2 | 24,8 | 30,0  |
| Мукачівський район           | 12,7 | 12,3 | 13,5  |
| Мукачеве                     | 8,5  | 8,5  | 14,9  |
| Ужгород                      | 6,9  | 7,9  | 12,2  |
| Хуст                         | 4,3  | 5,2  | [ 5 ] |
| Хустський район              | 3,9  | 4,3  | 6,1   |
| Тячівський район             | 2,9  | 3,7  | 3,8   |
| Рахівський район             | 3,2  | 4,1  | 9,9   |
| Свалявський район            | 0,7  | 0,8  | 1,1   |
| Перечинський район           | 0,2  | 0,3  | 0,3   |
| Іршавський район             | 0,1  | 0,3  | 0,3   |
| Воловецький район            | <0,1 | <0,1 | <0,1  |
| Міжгірський район            | <0,1 | <0,1 | <0,1  |
| Великоберезнянський район    | <0,1 | <0,1 | <0,1  |
| Закарпатська область         | 12,1 | 12,5 | 15,9  |

За різними сучасними оцінками, у той час, коли населення Закарпатської області загалом стагнувало або трохи збільшилося, через низьку народжуваність та еміграцію значної частини угорців до Угорщини їхня чисельність в області суттєво скоротилася: зі 151,5 тисячі осіб у 2001 році до 70—80 тисяч або 80—90 тисяч у 2024 році.

## Чисельність угорців у інших регіонах України
Решта 5 тисяч угорців нерівномірно розсіяні по різних регіонах України
- Дніпропетровська область — 593
- Харківська область — 453
- Донецька область — 421
- Львівська область — 384
- Полтавська область — 349
- Кіровоградська область — 265
- Київ — 257
- Луганська область — 246
- Запорізька область — 218
- Херсонська область — 212
- Крим — 186
- Одеська область — 175
- Черкаська область — 164
- Київська область — 139
- Івано-Франківська область — 124
- Миколаївська область — 120
- Житомирська область — 94
- Сумська область — 93
- Хмельницька область — 91
- Тернопільська область — 85
- Чернівецька область — 80
- Вінницька область — 77
- Волинська область — 71
- Рівненська область — 68
- Чернігівська область — 61
- Севастополь — 24[8]

## Мова

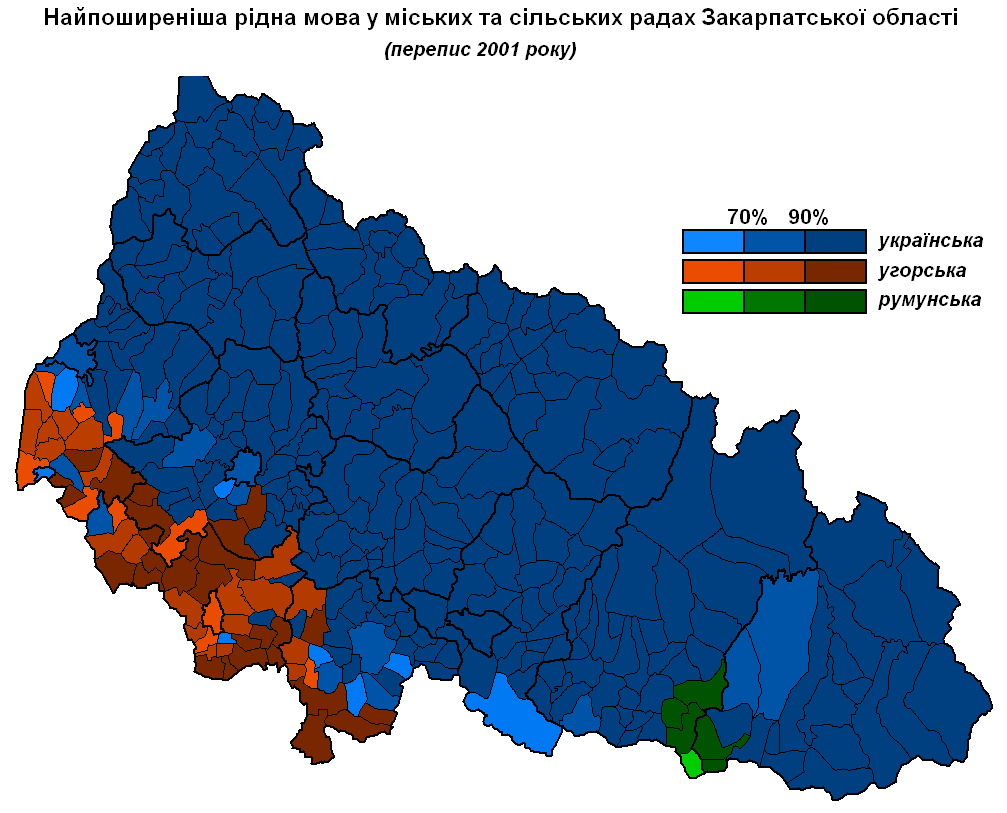
Найпоширеніша рідна мова у містах, селищах і селах Закарпатської області за переписом 2001 р.

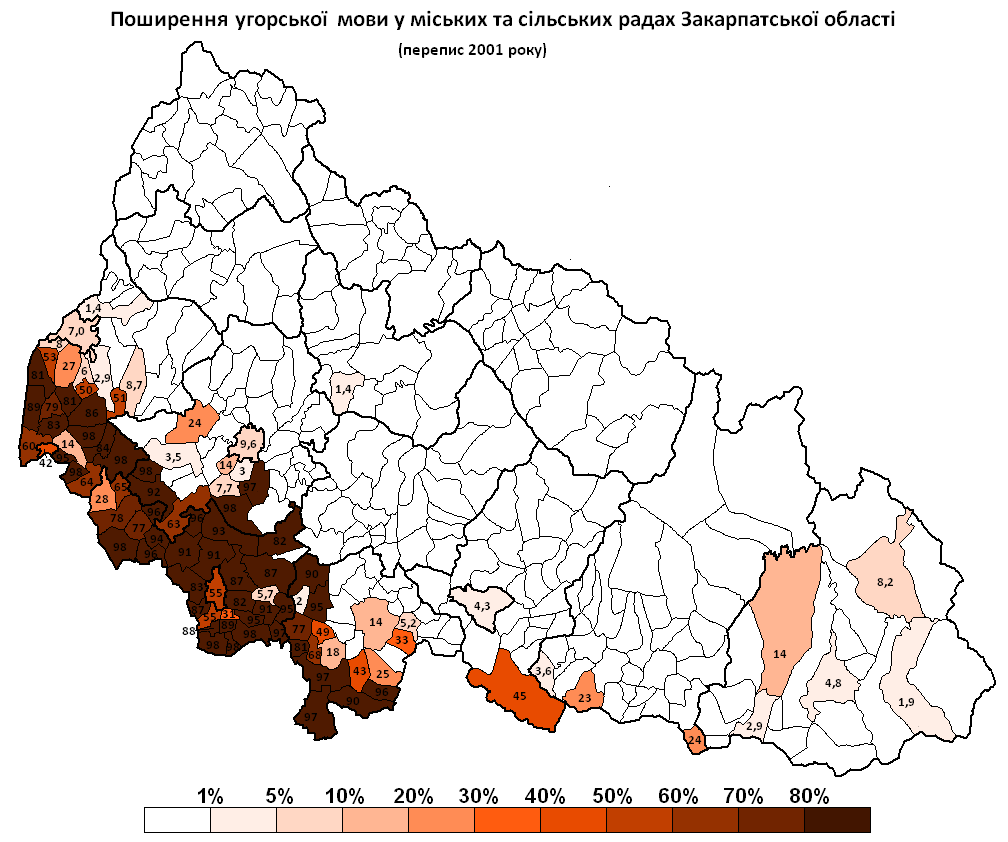
Частка населення з рідною мовою угорською у міських, селищних та сільських радах Закарпатської області за переписом 2001 р.

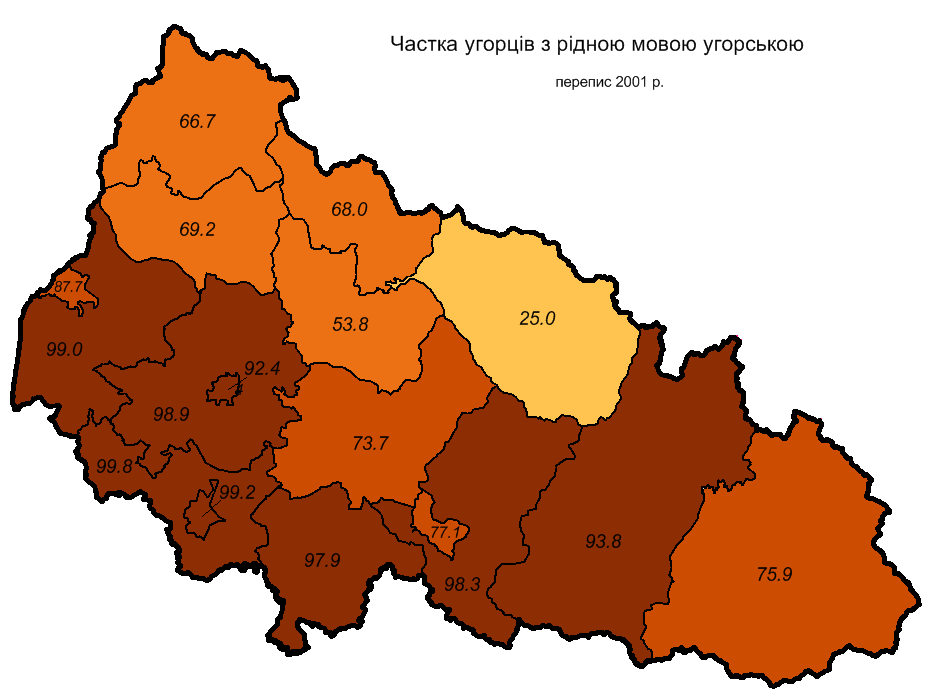
Частка угорців, що назвали рідною угорську мову за переписом 2001 р.

Рідна мова угорців України за переписами, %
|            | 1970 | 1979 | 1989 | 2001 |
| ---------- | ---- | ---- | ---- | ---- |
| угорська   | 97,8 | 96,7 | 95,6 | 95,4 |
| українська | 1,2  | 1,9  | 2,6  | 3,4  |
| російська  | 0,9  | 1,3  | 1,6  | 1,0  |
| інша       | 0,1  | 0,1  | 0,2  | 0,2  |

Вільне володіння мовами серед угорців України (УРСР) за даними переписами населення, %:
| рік  | угорська | українська | російська |
| ---- | -------- | ---------- | --------- |
| 1970 | 98,0     | 11,3       | 24,6      |
| 1979 | 98,0     | 11,5       | 36,9      |
| 1989 | 98,0     | 14,4       | 44,3      |
| 2001 | 97,5     | 49,1       | 31,7      |

Райони та міста компактного проживання угорців та угорськомовних за результатами перепису 2001 року.

| Місто/Район               | Рідна мова угорська | Угорці за національністю | Угорськомовні / угорці |
| ------------------------- | ------------------- | ------------------------ | ---------------------- |
| Берегівський район        | 80,2 %              | 76,1 %                   | 1,05                   |
| м. Берегове               | 54,8 %              | 48,1 %                   | 1,14                   |
| Ужгородський район        | 36,5 %              | 33,4 %                   | 1,09                   |
| Виноградівський район     | 26,3 %              | 26,2 %                   | 1,00                   |
| Мукачівський район        | 13,8 %              | 12,7 %                   | 1,09                   |
| м. Мукачеве               | 9,6 %               | 8,5 %                    | 1,13                   |
| м. Ужгород                | 7,0 %               | 6,9 %                    | 1,02                   |
| м. Хуст                   | 4,3 %               | 5,4 %                    | 0,80                   |
| Хустський район           | 3,9 %               | 3,9 %                    | 0,99                   |
| Тячівський район          | 2,8 %               | 2,9 %                    | 0,95                   |
| Рахівський район          | 2,5 %               | 3,2 %                    | 0,78                   |
| Свалявський район         | 0,5 %               | 0,7 %                    | 0,71                   |
| Перечинський район        | 0,19 %              | 0,28 %                   | 0,69                   |
| Іршавський район          | 0,9 %               | 0,13 %                   | 0,74                   |
| Воловецький район         | 0,07 %              | 0,10 %                   | 0,68                   |
| Великоберезнянський район | 0,05 %              | 0,07 %                   | 0,67                   |
| Міжгірський район         | 0,01 %              | 0,04 %                   | 0,25                   |
| Закарпатська область      | 12,7 %              | 12,1 %                   | 1,05                   |

Рідні мови угорців у районах і містах Закарпатської області за результатами перепису 2001 року.
|                           | чисельність | угорська | українська | російська | інша |
| ------------------------- | ----------- | -------- | ---------- | --------- | ---- |
| Берегове                  | 12785       | 99,2     | 0,5        | 0,2       | 0,0  |
| Хуст                      | 1726        | 77,1     | 22,2       | 0,5       | 0,1  |
| Мукачеве                  | 6975        | 92,4     | 6,6        | 0,8       | 0,2  |
| Ужгород                   | 7972        | 87,7     | 9,5        | 2,4       | 0,3  |
| Берегівський район        | 41163       | 99,8     | 0,1        | 0,0       | 0,0  |
| Хустський район           | 3785        | 98,3     | 1,6        | 0,1       | 0,0  |
| Іршавський район          | 114         | 73,7     | 25,4       | 0,9       |      |
| Мукачівський район        | 12871       | 98,9     | 1,0        | 0,0       | 0,2  |
| Великоберезнянський район | 15          | 66,7     | 33,3       |           |      |
| Виноградівський район     | 30874       | 97,9     | 2,0        | 0,1       | 0,0  |
| Міжгірський район         | 8           | 25,0     | 75,0       |           |      |
| Перечинський район        | 78          | 69,2     | 29,5       | 1,3       |      |
| Рахівський район          | 2929        | 75,9     | 23,8       | 0,2       | 0,1  |
| Свалявський район         | 383         | 53,8     | 45,4       | 0,3       | 0,5  |
| Тячівський район          | 4991        | 93,8     | 6,7        | 0,2       | 0,3  |
| Ужгородський район        | 24822       | 99,0     | 0,7        | 0,2       | 0,1  |
| Воловецький район         | 25          | 68,0     | 28,0       | 4,0       |      |
| Закарпатська область      | 151 516     | 97,1     | 2,6        | 0,2       | 0,1  |

Населені пункти Закарпатської області, у яких угорську мову назвали рідною понад 50 % населення.
| Населений пункт     | Район                 | % угорськомовних |
| ------------------- | --------------------- | ---------------- |
| с. Гетен            | БЕРЕГІВСЬКИЙ РАЙОН    | 98,6             |
| с. Мала Добронь     | УЖГОРОДСЬКИЙ РАЙОН    | 98,5             |
| с. Тисаагтелек      | УЖГОРОДСЬКИЙ РАЙОН    | 98,4             |
| с. БАДАЛОВО         | БЕРЕГІВСЬКИЙ РАЙОН    | 98,2             |
| с. ВАРИ             | БЕРЕГІВСЬКИЙ РАЙОН    | 98,1             |
| с. ГАЛАБОР          | БЕРЕГІВСЬКИЙ РАЙОН    | 98,1             |
| с. ПОПОВО           | БЕРЕГІВСЬКИЙ РАЙОН    | 98               |
| с. ДЕРЦЕН           | МУКАЧІВСЬКИЙ РАЙОН    | 97,8             |
| с. ВЕЛИКА ДОБРОНЬ   | УЖГОРОДСЬКИЙ РАЙОН    | 97,7             |
| с. ОКЛІ ГЕДЬ        | ВИНОГРАДІВСЬКИЙ РАЙОН | 97,7             |
| с. ТИСОБИКЕНЬ       | ВИНОГРАДІВСЬКИЙ РАЙОН | 97,7             |
| с. ЧОМОНИН          | МУКАЧІВСЬКИЙ РАЙОН    | 97,7             |
| с. ЕСЕНЬ            | УЖГОРОДСЬКИЙ РАЙОН    | 97,6             |
| с. СЕРНЕ            | МУКАЧІВСЬКИЙ РАЙОН    | 97,5             |
| с. ЧЕТФАЛВА         | БЕРЕГІВСЬКИЙ РАЙОН    | 97,4             |
| с. ВЕЛИКА ПАЛАДЬ    | ВИНОГРАДІВСЬКИЙ РАЙОН | 97,3             |
| с. ФОРГОЛАНЬ        | ВИНОГРАДІВСЬКИЙ РАЙОН | 97,2             |
| с. МАЛЕ ПОПОВО      | БЕРЕГІВСЬКИЙ РАЙОН    | 97,1             |
| с. ФОРНОШ           | МУКАЧІВСЬКИЙ РАЙОН    | 97               |
| с. ОКЛІ             | ВИНОГРАДІВСЬКИЙ РАЙОН | 96,7             |
| с. ФЕРТЕШОЛМАШ      | ВИНОГРАДІВСЬКИЙ РАЙОН | 96,7             |
| с. РАФАЙНОВО        | БЕРЕГІВСЬКИЙ РАЙОН    | 96,4             |
| с. БОТАР            | ВИНОГРАДІВСЬКИЙ РАЙОН | 96,3             |
| с. ДЮЛА             | ВИНОГРАДІВСЬКИЙ РАЙОН | 96,1             |
| с. КОСОНЬ           | БЕРЕГІВСЬКИЙ РАЙОН    | 96,1             |
| с. ПИЙТЕРФОЛВО      | ВИНОГРАДІВСЬКИЙ РАЙОН | 96,1             |
| с. ГУТ              | БЕРЕГІВСЬКИЙ РАЙОН    | 95,8             |
| с. ТИСААШВАНЬ       | УЖГОРОДСЬКИЙ РАЙОН    | 95,7             |
| с. МАЛА БИЙГАНЬ     | БЕРЕГІВСЬКИЙ РАЙОН    | 95,6             |
| с. ЧОРНИЙ ПОТІК     | ВИНОГРАДІВСЬКИЙ РАЙОН | 95,3             |
| с. ШОМ              | БЕРЕГІВСЬКИЙ РАЙОН    | 95,2             |
| с. БОРЖАВА          | БЕРЕГІВСЬКИЙ РАЙОН    | 95,1             |
| с. ОРОСІЄВО         | БЕРЕГІВСЬКИЙ РАЙОН    | 95,1             |
| с. СОЛОВКА          | УЖГОРОДСЬКИЙ РАЙОН    | 94,8             |
| с. ЗАПСОНЬ          | БЕРЕГІВСЬКИЙ РАЙОН    | 94,3             |
| с. ГАТЬ             | БЕРЕГІВСЬКИЙ РАЙОН    | 94,2             |
| с. ВЕРБОВЕЦЬ        | ВИНОГРАДІВСЬКИЙ РАЙОН | 94,1             |
| с. МАЛІ СЕЛМЕНЦІ    | УЖГОРОДСЬКИЙ РАЙОН    | 92,5             |
| с. ТИСАУЙФАЛУ       | УЖГОРОДСЬКИЙ РАЙОН    | 92,1             |
| с. ВЕЛИКІ ГЕЇВЦІ    | УЖГОРОДСЬКИЙ РАЙОН    | 91,5             |
| с. ЯНОШІ            | БЕРЕГІВСЬКИЙ РАЙОН    | 91,5             |
| с. МАЛІ ГЕЇВЦІ      | УЖГОРОДСЬКИЙ РАЙОН    | 91,2             |
| с. БЕНЕ             | БЕРЕГІВСЬКИЙ РАЙОН    | 90,6             |
| с. БАЛАЖЕР          | БЕРЕГІВСЬКИЙ РАЙОН    | 90,3             |
| с. ШАЛАНКИ          | ВИНОГРАДІВСЬКИЙ РАЙОН | 89,6             |
| с. ГЕЧА             | БЕРЕГІВСЬКИЙ РАЙОН    | 88,6             |
| с. ПАЛАДЬ-КОМАРІВЦІ | УЖГОРОДСЬКИЙ РАЙОН    | 88,3             |
| с. ГАЛОЧ            | УЖГОРОДСЬКИЙ РАЙОН    | 88               |
| с. ЧОМА             | БЕРЕГІВСЬКИЙ РАЙОН    | 88               |
| с. ВЕЛИКА БИЙГАНЬ   | БЕРЕГІВСЬКИЙ РАЙОН    | 87,5             |
| с. ВЕЛИКІ БЕРЕГИ    | БЕРЕГІВСЬКИЙ РАЙОН    | 87,4             |
| с. АСТЕЙ            | БЕРЕГІВСЬКИЙ РАЙОН    | 87,3             |
| с. КІДЬОШ           | БЕРЕГІВСЬКИЙ РАЙОН    | 86,9             |
| с. НЕВЕТЛЕНФОЛУ     | ВИНОГРАДІВСЬКИЙ РАЙОН | 86,8             |
| с. БАРКАСОВО        | МУКАЧІВСЬКИЙ РАЙОН    | 86,6             |
| с. ДИЙДА            | БЕРЕГІВСЬКИЙ РАЙОН    | 83,4             |
| с. КАРАЧИН          | ВИНОГРАДІВСЬКИЙ РАЙОН | 83,3             |
| с. ТИЙГЛАШ          | УЖГОРОДСЬКИЙ РАЙОН    | 82,9             |
| с. МУЖІЄВО          | БЕРЕГІВСЬКИЙ РАЙОН    | 82,3             |
| с. БЕРЕГУЙФАЛУ      | БЕРЕГІВСЬКИЙ РАЙОН    | 82,2             |
| смт ВИЛОК           | ВИНОГРАДІВСЬКИЙ РАЙОН | 81,5             |
| с. РАТОВЦІ          | УЖГОРОДСЬКИЙ РАЙОН    | 80,7             |
| с. МОЧОЛА           | БЕРЕГІВСЬКИЙ РАЙОН    | 80,2             |
| с. БАТФА            | УЖГОРОДСЬКИЙ РАЙОН    | 79,7             |
| с. ГОРОНГЛАБ        | БЕРЕГІВСЬКИЙ РАЙОН    | 79,1             |
| с. СЮРТЕ            | УЖГОРОДСЬКИЙ РАЙОН    | 78,8             |
| с. БАТРАДЬ          | БЕРЕГІВСЬКИЙ РАЙОН    | 77,2             |
| с. ПЕРЕХРЕСТЯ       | ВИНОГРАДІВСЬКИЙ РАЙОН | 74,2             |
| с. ПАЛЛО            | УЖГОРОДСЬКИЙ РАЙОН    | 73               |
| с. НОВЕ КЛИНОВЕ     | ВИНОГРАДІВСЬКИЙ РАЙОН | 68,5             |
| с. НОВЕ СЕЛО        | ВИНОГРАДІВСЬКИЙ РАЙОН | 68,5             |
| с. ЧЕПА             | ВИНОГРАДІВСЬКИЙ РАЙОН | 66,9             |
| с. МАТІЙОВО         | ВИНОГРАДІВСЬКИЙ РАЙОН | 66,5             |
| с. БОТФАЛВА         | УЖГОРОДСЬКИЙ РАЙОН    | 66               |
| смт БАТЬОВО         | БЕРЕГІВСЬКИЙ РАЙОН    | 64,6             |
| с. ЖНЯТИНО          | МУКАЧІВСЬКИЙ РАЙОН    | 63,4             |
| с. СОЛОМОНОВО       | УЖГОРОДСЬКИЙ РАЙОН    | 59,9             |
| с. ШИШЛІВЦІ         | УЖГОРОДСЬКИЙ РАЙОН    | 59,6             |
| м. БЕРЕГОВЕ         | БЕРЕГОВЕ (міськрада)  | 55,9             |
| с. ХОЛМЦІ           | УЖГОРОДСЬКИЙ РАЙОН    | 51,1             |
| с. КОНЦОВО          | УЖГОРОДСЬКИЙ РАЙОН    | 50,2             |

Угорська мова у період з 2012 по 2018 рік мала статус регіональної мови у:
- місті Берегове Закарпатської області[17][18]
- Берегівському районі Закарпатської області[19]
- Виноградівському районі Закарпатської області[20]

Українська мова є єдиною офіційною мовою на всій території Закарпатської області.

## Освіта
В Україні існує ціла система культурних і освітніх угорських закладів, видавництв, засобів масової інформації, громадських об´єднань.
У 4-х вузах Закарпатської області відкрито групи з угорською мовою викладання (Ужгородський національний університет, Мукачівський гуманітарно-педагогічний інститут, Ужгородське училище культури, Берегівське медичне училище)[джерело?].
При УжНУ діє Центр угорології.
В області діє Центр координації діяльності навчальних закладів національних меншин.
На чотирьох факультетах УжНУ, зокрема філологічному, математичному, фізичному та медичному випускники угорськомовних шкіл навчаються за цільовим направленням.
2005 р. на історичному факультеті УжНУ було відкрито кафедру історії Угорщини і європейської інтеґрації, 2008 р. створено гуманітарно-природничий факультет з угорською мовою навчання фахових дисциплін.
У м. Берегове з 1996 р. функціонує угорськомовний інститут, у якому навчається понад 1200 студентів.
Інститут готує вчителів із спеціальностей: дошкільне виховання, вчитель початкової школи, українська мова, угорська мова, географія, англійська мова, біологія, математика-інформатика, вчитель історії, аудит і кредит.
Освіта угорською мовою в Україні станом на 2008/2009 н.р.
| Кількість закладів з навчанням угорською мовою | Навчальний процес угорською мовою, учнів | Вивчають угорську мову як предмет | Вивчають факультативно або в гуртках | Спільний відсоток до загальної кількості учнів (4 438 383) | Відсоток угорців за Переписом-2001 |
| ---------------------------------------------- | ---------------------------------------- | --------------------------------- | ------------------------------------ | ---------------------------------------------------------- | ---------------------------------- |
| 66                                             | 16.407                                   | 1337                              | 278                                  | 0,41 %                                                     | 0,32 %                             |

За даними Державної служби статистики України у 2023/24 навчальному році у Закарпатській області 163 651 учень здобував загальну середню освіту, з них 146 563 (89,56 %) навчалися в українськомовних класах, 14 623 (8,94 %) — в угорськомовних, 2 347 (1,43 %) — у румунськомовних, 118 (0,07 %) — в словацькомовних. З 71 315 здобувачів середньої освіти в міських закладах освіти, 65 021 (91,17 %) здобували освіту українською, 5 806 (8,14 %) — угорською, 370 (0,52 %) — румунською, 118 (0,17 %) — словацькою. З 92 336 здобувачів середньої освіти в сільських закладах освіти, 81 542 (88,31 %) здобували освіту українською, 8 817 (9,55 %) — угорською, 1 977 (2,14 %) — румунською.
За даними Державної служби статистики України у 2024/25 навчальному році у Закарпатській області 158 790 учнів здобували загальну середню освіту, з них 142 649 (89,84 %) навчалися в українськомовних класах, 13 683 (8,62 %) — в угорськомовних, 2 339 (1,47 %) — у румунськомовних, 119 (0,07 %) — в словацькомовних. З 69 684 здобувачів середньої освіти в міських закладах освіти, 63 677 (91,38 %) здобували освіту українською, 5 507 (7,90 %) — угорською, 381 (0,55 %) — румунською, 119 (0,17 %) — словацькою. З 89 106 здобувачів середньої освіти в сільських закладах освіти, 78 972 (88,63 %) здобували освіту українською, 8 176 (9,17 %) — угорською, 1 958 (2,20 %) — румунською.

## Культура
У населених пунктах, де компактно проживають угорці, діє 87 бібліотек, у фондах яких 408,3 тис. прим. книг угорською мовою (при обласній централізованій науковій, Мукачівській міській та Виноградівській районній бібліотеках діють сектори літератури угорською мовою); 76 клубних закладів, 395 колективів художньої самодіяльності; професійний угорський драмтеатр ім. Д. Ійєша в Берегові.
В Україні зареєстровано 88 періодичних видань угорською мовою, з них у Закарпатській області 20 періодичних видань угорською мовою (разом з дубляжем).
На підтримку газети «Карпаті ігоз со» виділяються кошти з обласного бюджету (у 2006—2007 рр. виділено 175 тис. грн., 2008 р. передбачалося 100 тис. грн.).
Із місцевих бюджетів на підтримку газет «Унгварі відекі гірек» (дубляж), «Берегсаз», «Нодьсевлош відекі гірек» (дубляж), «Берегі гірлап» (дубляж) щороку виділяються кошти сумою близько 500 тис. грн.
У Закарпатській обласній державній телерадіокомпанії працює угорськомовна редакція. З 1 листопада 2005 р. на базі облдержтелерадіокомпанії започатковано новий канал «Тиса-1», на якому транслюються передачі, зокрема угорською мовою.
З 1 вересня 2006 р. телепередачі ведуться через супутникове мовлення.
У вересні 2014 року Закарпатським окружним адміністративним судом було припинено діяльність благодійного фонду «Приймальня незалежного депутата Європейського парламенту Ковача Бейли», організатором якого є Бейла Ковач, депутат угорського парламенту від партії «Йоббік», через діяльність фонду, яка була спрямована на втручання у внутрішні справи України та посягання на її територіальну цілісність.

## Угорці у політичному житті

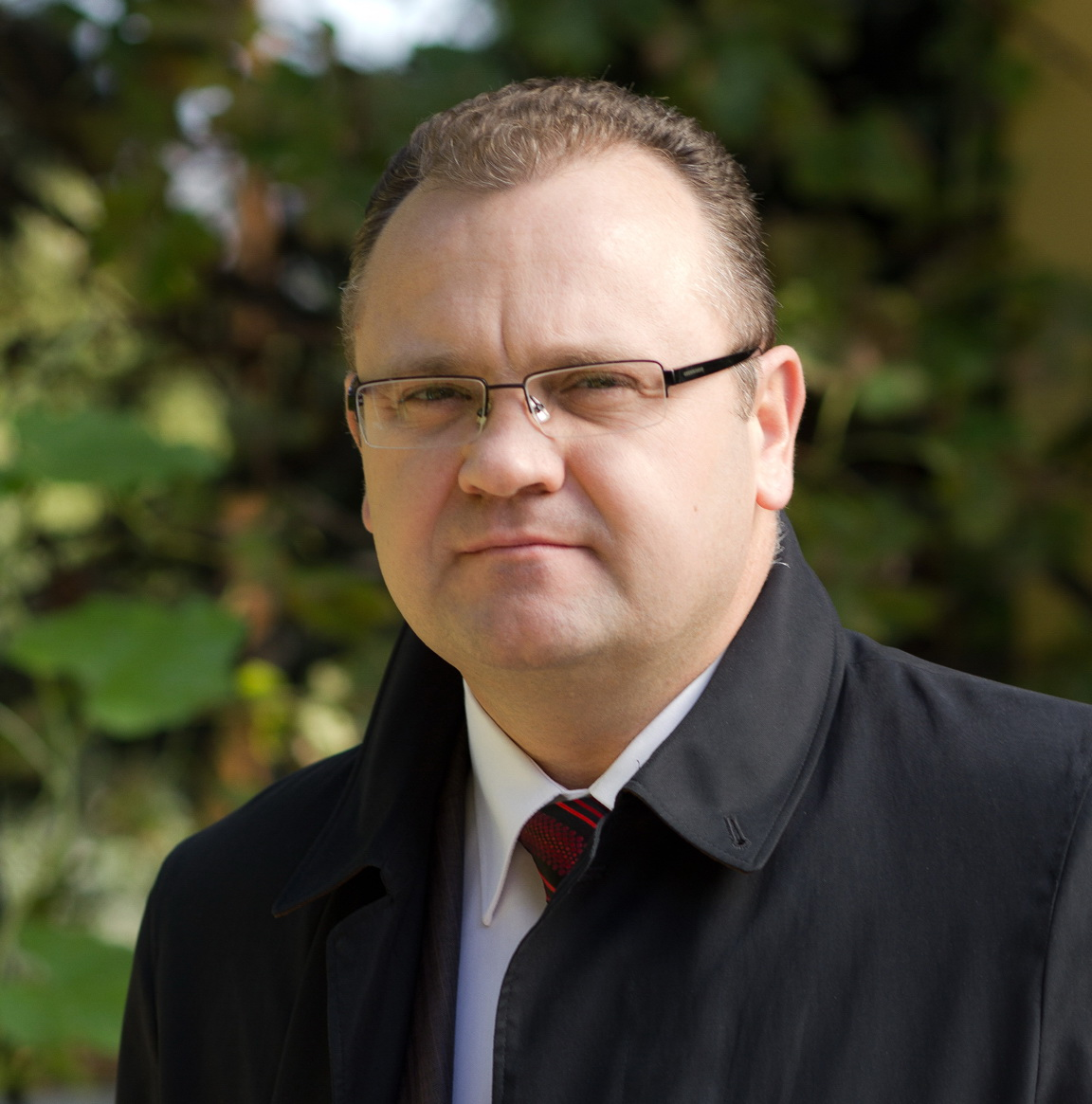
Іштван Гайдош, міський голова Берегового, член ДСУУ

Угорська етнічна меншина є надзвичайно активною у політико-етнологічних процесах.
Українські угорці намагаються включитися у політичну боротьбу не лише на регіональному закарпатському рівні, а й на загальноукраїнському.
Угорці, у березні 1990 р., брали участь у виборах до республіканських та місцевих рад народних депутатів, що проходили на хвилі національного відродження.
За підсумками виборів, у Верховну Раду України не було обрано жодного угорця, в той же час, в обласну раду із 120 чоловік — обрали 14 угорців (11,6 %), з них 11 членів Товариства угорської культури Закарпаття (9,1 %).
Це був період становлення угорської національної меншини в суспільно-політичному житті, створювались угорські громадські організації, з'являлись нові національні лідери.
На парламентських виборах 1994 р. угорці обрали відомого політичного діяча, голову Демократичної спілки угорців України (ДСУУ) М. Товта народним депутатом України від Берегівського виборчого округу.
М. Товт був представником владних структур і на момент обрання займав посаду представника Президента у Берегівському районі.
М. Товт протягом 1994-1998 рр. представляв в українському парламенті угорську національну меншину.
В 1994 р. у Верховній Раді України створюється постійна комісія з питань прав людини, національних меншин, міжнаціональних відносин.
До складу комісії входять ряд підкомісій, у тому числі з питань національних меншин, етнічних груп і корінного населення, головою цієї підкомісії обрано М. Товта.
Він 5 березня 1996 р. разом з І. Попеску та іншими депутатами (разом 18 осіб) створив міжфракційне депутатське об'єднання національних меншин у Верховній Раді України.
Його метою було привернути увагу народних депутатів до відображення в проекті нової Конституції основних прав і свобод людини та колективних прав національних меншин.
Особливістю парламентських виборів 1998 р. було створення угорського національного виборчого округу.
Відповідно до ч. 1 та 2 ст. 7 Закону України «Про вибори народних депутатів України» від 24 вересня 1997 року при утворенні виборчих округів мав братися до уваги чинник компактності проживання національних меншин.
Місцевості такого проживання не мали виходити за межі одного виборчого округу. (Ця норма була вилучена у жовтні 2001 р. при ухваленні нового Закону «Про вибори народних депутатів України») Саме тому, що кількість угорців у Закарпатті є найбільшою після українців, а місце проживання меншини — компактне, на парламентських виборах 1998 р. Центральною Виборчою комісією (ЦВК) був створений 72-й виборчий округ з центром у м. Берегові, більшість виборців у якому є угорці.
Головними претендентами серед угорців на отримання депутатського мандату стали М. Ковач, голова Товариства угорської культури Закарпаття (ТУКЗ) та М. Товт, народний депутат попереднього скликання від Берегівського виборчого округу.
За результатами голосування перемогу отримав М. Ковач, набравши 35 170 голосів виборців (29,27 %) [31, 143].
Отже, угорська національна меншина у Верховній Раді 3-го скликання була представлена одним угорцем.
За підсумками виборів у місцеві органи влади 1998 р., кількість угорців серед депутатів усіх рівнів рад Закарпатської області зросла в порівнянні з попередніми виборами, і склала — 13,3 %, у Берегівському районі — 75,6 %, у Виноградівському районі — 26,9 %.
В обласній раді із 60 делегатів — 6 були угорцями, а в райрадах 120 угорців із 320 членів.
49 із 130 голів рад населених пунктів Закарпатської області також було обрано угорців.
За результатами виборів у Берегівському виборчому окрузі 12,5 % виборців проголосували проти всіх партій, це був другий рекорд по Україні, адже більше голосів «проти всіх» в Україні було подано лише в Севастополі.
Такий результат можна пояснити недостатньою увагою з боку політичних партій до національної меншини, адже більшість партій орієнтувались на титульну націю, в той час як боротьба за електорат національних меншин несе в собі ризик втрати більшої частини традиційних виборців.
Народним депутатом України від Берегівського виборчого округу, на виборах до Верховної Ради України в 2002 р. було обрано голову Демократичної спілки угорців України І. Ф. Гайдоша, який набрав 33,05 % голосів виборців.
Аналітики прогнозували перемогу в даному окрузі М. Ковачу, члену групи «Солідарність», прихильнику ідей регіоналізму та ініціатору створення угорської адміністративно-територіальної одиниці.
Проте, М. Ковач набрав лише 32,72 % голосів виборців.
Підрахунки голосів у даному окрузі відбувались найдовше, а голосування в ряді дільниць округу були визнані недійсними.
Зіграло свою роль у поразці М. М. Ковача балотування його майже двійника М. І. Ковача, який набрав 8,04 % голосів виборців.
І. Гайдош зайняв посаду Секретаря Комітету Верховної Ради України з питань прав людини, національних меншин і міжнаціональних відносин та став Головою представників громадських організацій національних меншин України при Президентові України.
З 2002 р. по 2004 р. І. Гайдош представляв Соціал-демократичну партію України (об'єднану), в 2004 р. перейшов до Соціалістичної партії України, з 2005 р. очолив Демократичну партію угорців України.
Слід відмітити, що на президентських виборах 2004 р. угорська національна меншина активно підтримували кандидатуру В. Януковича.
Тому одна із останніх передвиборчих поїздок В. Януковича у 3-му турі виборів була здійснена ним саме в м. Берегів.

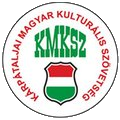
Партія угорців України

За результатами виборів в Закарпатську обласну раду, що відбулись 2006 року (яка збільшилася з 85 до 90 депутатів) із 115 обласних осередків політичних партій, які зареєстровані на Закарпатті, участь у виборах взяли 52.
Так, до обласної ради п'ятого скликання обрано представників від семи політичних сил: Блок «Наша Україна» — 30 чол. (23 % голосів виборців), БЮТ — 25 чол. (19,2 %), Партія регіонів — 15 чол. (11,5 %), Народний блок Литвина — 7 чол. (5,2 %), СПУ — 4 чол. (3,1 %).
Вперше в сучасній вітчизняній політичній практиці до облради потрапили представники «КМКС» — Партії угорців України, яка набрала 3,3 % голосів виборців (5 чол.), та Демократичної партії угорців України (ДПУУ) — 3,1 % (4 чол.)

### Президентські вибори 2010 року
Напередодні Президентських виборів 2010 року Демократична спілка угорців України та кандидат на пост Президента України Віктор Янукович уклали угоду про співпрацю між ДСУУ та кандидатом у Президенти України В. Януковичем, підписану 30 листопада 2009 р.

Вже після обрання президентом Януковича ДСУУ звернулась до Януковича з проханням: 
|  | дати відповідні доручення новоствореному керівництву Міносвіти України щодо перекладу тестів із незалежного оцінювання знань угорською мовою для випускників шкіл із мовою викладання національних меншин у 2010 р., а також відмінити відомчі нормативно-правові документи, які забороняють переклад зазначених тестів. Депутати одностайно підтримали це звернення, але з поправкою на те, що це звернення слід скерувати і на адресу нового міністра освіти пана Табачника. |

### Позачергові вибори до Верховної Ради 2014
Наприкінці вересня 2014 року перший заступник голови Закарпатської обласної ради та голова Товариства угорської культури Закарпаття Ласло Брензович заявив, що угорським населенням Закарпатської області готується позов проти України до Європейського суду щодо небажання Центральної виборчої комісії України змінити межі одномандатного виборчого округу № 73, аби угорці Закарпаття мали змогу обрати свого представника до Верховної Ради України, хоча Петро Порошенко обіцяв надати таке представництво як кандидат у президенти.
Угорський уряд назвав такі дії ЦВК порушенням прав закарпатських угорців.

## Представництво у районних радах Закарпаття
Що стосується районних рад Закарпатської області, то й тут угорці намагаються добитися своєї політичної репрезентації.
Так у Виноградівській районній раді, що налічує 90 депутатів, шестеро депутатів представляють Демократичну партію угорців України, одинадцятеро «КМКС — партію угорців України».
Разом угорські партії мають 17 мандатів (18,8 % мандатів від загального числа) у райраді.
Частка угорців поміж представників інших національностей району становить 30,9 %.
- Берегівська районна рада: «КМКС-Партія угорців України» — 27, ДПУУ — 25, "Блок «Наша Україна» — 13, Партія регіонів — 13, БЮТ — 7, ПП «Відродження» — 5. Частка угорців поміж представників інших національностей району становить (76,1 %).
- Ужгородська районна рада: БЮТ — 17, Блок «Наша Україна» — 14, «Народний Блок Литвина» — 10, ПУУ — 6, ДПУУ — 5, ПП «Відродження» — 3. Частка угорців поміж представників інших національностей району становить 24,8 %.
- Перечинська районна рада: Блок «Наша Україна» — 11, БЮТ — 10, Партія регіонів — 6, УП «Християнський рух» — 6, СПУ — 5, УРП «Собор» — 3, НДП — 2, СелПУ — 2. Частка угорців поміж представників інших національностей району становить менше 1 %.
- Великоберезнянська районна рада: Блок «Наша Україна» — 11, БЮТ — 10, СПУ — 5, Партія регіонів — 4, «Народний Блок Литвина» — 4, ПП «Відродження» — 3, ПНЕРУ — 3, ПЗУ — 2. Частка угорців поміж представників інших національностей району становить менше 1 %.
- Воловецька районна рада: БЮТ — 18, Блок «Наша Україна» — 7, Партія регіонів — 4, «Народний Блок Литвина» — 3, Опозиційний блок «Не Так!» — 3, СПУ — 2, ПРП — 2, ХДПУ — 2. Частка угорців поміж представників інших національностей району становить менше 1 %.
- Свалявська районна рада: БЮТ — 11, Блок «Наша Україна» — 8, СПУ — 8, Партія регіонів — 6, «Народний Блок Литвина» — 5, «Відродження» — 4. Частка угорців поміж представників інших національностей району становить 0,4 %.
- Мукачівська районна рада: Блок «Наша Україна» — 41, БЮТ — 17, Партія регіонів — 9, СПУ — 4, ПУУ — 4, ПП «Відродження» — 3. Частка угорців поміж представників інших національностей району становить 12,9 %
- Іршавська районна рада: Блок «Наша Україна» — 27, БЮТ — 17, ПП «Відродження» — 9, Партія регіонів — 7, СПУ — 6, «Народний Блок Литвина» — 5, ПП «Третя сила» — 4, УП «Християнський рух» — 3. Частка угорців поміж представників інших національностей району становить 0,1 %.
- Міжгірська районна рада: Блок «Наша Україна» — 22, «Народний Блок Литвина» — 11, БЮТ — 9, СПУ — 9, Партія регіонів — 7, ЛПУ — 5, ГП «ПОРА» — 3, Український народний блок Костенка і Плюща — 3. Частка угорців поміж представників інших національностей району становить менше 1 %.
- Тячівська районна рада: Блок «Наша Україна» — 24, Партія регіонів — 13, БЮТ — 12, «Блок Цірика: За майбутнє Тячівщини» — 6, СПУ — 5, ПП «Відродження» — 4, «Єдина Україна» — 4, «Народний Блок Литвина» — 3, Опозиційний блок «Не Так!» — 3. Частка угорців поміж представників інших національностей району становить 5 %.
- Хустська районна рада: Блок «Наша Україна» — 19, Партія регіонів — 18, БЮТ — 14, «Народний Блок Литвина» — 11, СПУ — 8, ГП «ПОРА» — 4, ПРП — 4. Частка угорців поміж представників інших національностей району становить 3,8 %.
- Рахівська районна рада: Блок «Наша Україна» — 28, БЮТ — 15, Партія регіонів — 7, «Народний Блок Литвина» — 4, СПУ — 3, ПРП — 3, ПНЕРУ — 3. Частка угорців поміж представників інших національностей району становить 2,9 %.